# Приворотень скидальний
{{#ifeq:0|0|{{#if:Alchemilla exuens|{{#if:|[[]}}|[[]]}}}}
Приворотень скидальний (Alchemilla exuens) — вид квіткових рослин родини трояндових (Rosaceae).

## Біоморфологічна характеристика
Це багаторічна рослина 5–40 см заввишки. Стебла й ніжки листків з відігнутими донизу волосками. Прилистки винно-червоні. Листки округлі, з 7–9 лопатями, зверху розсіяно запушені, знизу запушені тільки на жилках.

## Поширення
Ендемік Криму, Україна.
В Україні вид росте на гірських луках і узліссях — у Криму, рідко (заповідно-мисливське господарство).